# Mīrgah Naqshīneh
Mīrgah Naqshīneh (persiska: میرگه نقشینه) är en ort i Iran.   Den ligger i provinsen Kurdistan, i den nordvästra delen av landet, 500 km väster om huvudstaden Teheran. Mīrgah Naqshīneh ligger 1 818 meter över havet och antalet invånare är 340.
Terrängen runt Mīrgah Naqshīneh är kuperad. Runt Mīrgah Naqshīneh är det ganska glesbefolkat, med 50 invånare per kvadratkilometer. Närmaste större samhälle är Kānī Sūr, 19,5 km sydväst om Mīrgah Naqshīneh. Trakten runt Mīrgah Naqshīneh består i huvudsak av gräsmarker.